# Шпанијел
Шпанијели у већини случајева припадају групи цуњаваца. Генерално, су мали пси са дугим и густим крзном и велики ушима, чији је задатак да помажу у лову на птице. Основна сврха шпанијела је да истјерају плијен из густог растиња, као и да донесу плијен када се погоди. Ипак, пошто је у питању читав низ раса које се воде под појмом шпанијел, различите расе имају различите афинитете у лову и понашању, уопште. У почетку, сви шпанијели су подијељени на Копнене, Пољске и Водене шпанијеле, у зависности од терена у којем најбоље лове.
Током вијекова човјек се трудио да међусобним укрштањем раса (нарочито раса осме ФЦИ групе), створи нове расе са циљем побољшања ловних каратеристика, па је понекад тешко разлучити да ли се ради о раси која је типа шпанијел или ретривер, или не припада ни једној од ове двије (дешава се да некој раси додају у називу шпанијел, само због екстерних сличности, као што су дуге уши и густа длака. Примјер овога је Тибетски шпанијел).
Ипак, много тога се није промијенило у вези шпанијела, од времена када је издата Collier's New Encyclopedia, 1921. године:
Њихове су најбитније карактеристике широка њушка, дуге и крупне уши, густа и дуга длака. Најчешћа је боја тамножута и бијела, као и црвено-бијела или црно-бијела, и понекад тамносмеђа. Енглески кокер шпанијел
Енглески шпанијели, без обзира да ли се ради о спрингеру или о кокеру, представљају најчишћу расу шпанијела. Међу шпанијелима има и паса-играчки, као што су шпанијел Краља Чарлса или малтезер. Шпанијели за воду, било да су велики или мали, разликују се од обичних шпанијела по оштрој длаци и јединственим карактеристикама (као што су густа длака на шапама, која побољшава пливање). Шпанијели су веома интелигентни, љупки и послушни. Ови квалитети, комбиновани са њиховом љепотом, чине их веома цијењеним пријатељима.

## Историја
Шпанијели су дуго били омиљени ловачки пси и ако не и најстарије расе овог типа. Ови живахни пси вуку коријене из периода прије појаве ватреног оружја. Први записи о шпанијелима, као псима долазе из извјештаја о дивљим племенима Британије из времена 150. п. н. е. Римски песник Опијан (Oppian) биљежи храбру расу паса која је служила у лову и праћењу трага птица, назвавши је “agasseus”. Ископавања на археолошком налазишту римске виле у Дорсету открила су керамику која осликава псе веома налик данашњим шпанијелима како лове јелена. Опијанов пас по опису највише личи на ову расу.
Много касније, шпанијели су се појавили на слици под називом Платно из Бајеа (Bayeux Tapestry), направљено око 1070. године нове ере, које илуструје освајање Енглеске под вођством норманског краља Вилијама I Освајача. У 14. вијеку, енглески писац Џефри Чосер (Geoffrey Chaucer), је у својој песми из 1387. године, први пут споменуо ријеч шпанијел (“spaniel”) у енглеској књижевности. Изведено од француске ријечи “espaignol”, једноставно значи шпански пас. Ова раса највјероватније и вуче коријене из Шпаније, која је у Британију дошла са римским легијама.

## Расе
Расе шпанијела су:
- Амерички кокер шпанијел
- Амерички шпанијел за воду
- Бојкин шпанијел
- Велики минстерлендски птичар (Large Munsterlander)
- Велшки шпрингер шпанијел
- Дрентски птичар Drentse Patrijshond (Dutch Partridge Dog) (possibly)
- Енглески кокер шпанијел
- Енглески спрингер шпанијел
- Епањел бретон
- Ирски шпанијел за воду
- Јапански чин (Japanese Chin Japanese Spaniel)
- Кавалијер Кинг Чарлс шпанијел (Cavalier King Charles Spaniel)
- Кинг Чарлс шпанијел
- Кламбер шпанијел
- Мали минстерлендер(Small Munsterlander)
- Мали Холандски пас за лов птица на води
- Њемачки препеличар (Њемачки Шпанијел), иако је раса настала укрштањем са шпанијелима, у изворној Њемачкој је не сматрају шпанијелима
- Патуљасти континентал епањел(Papillion)
- Пикардијски епањел
- Плави пикардијски епањел
- Пољски шпанијел
- Понт-Одмершки епањел (Epagneul Pont-Audemer)
- Португалски пас за воду (Portuguese Water Dog - possibly)
- Руски шпанијел (Russian Spaniel)
- Сусекс шпанијел
- Тибетски шпанијел
- Француски епањел
- Фризијски шпанијел (WETTERHOUN)
- Холандски препеличар(Stabyhoun)
- Шпански пас за воду (Spanish Water Dog - possibly)